# بنه‌کهل
بنه‌کهل یکی از روستاهای استان آذربایجان شرقی است که در دهستان اوجان غربی بخش مرکزی شهرستان بستان‌آباد واقع شده‌است.این روستا ۶۴۶ نفر جمعیت دارد.

## افراد معروف بنه کهل
- هادی ساعی بنه‌کهل تکواندوکار پیشین، رئیس فدراسیون تکواندو و بازیگر ایرانی که با کسب دو مدال طلا و یک مدال برنز تکواندو در بازی‌های المپیک، پرافتخارترین ورزشکار ایرانی در تمام ادوار این بازی‌ها است.

- مهدی آریان بنه‌کهل، روزنامه‌نگار سابق، نویسنده و گرافیست و انیماتور معاصر.
- دکتر ابوالفضل افشار فرد، فلوشیپ ترومای جراحی عمومی.